# 金化郡
金化郡（：／ Kimhwa gun */?）位於江原道北部的朝鮮所屬地區，是韓戰中重要戰場上甘岭的所在地。該郡有漢江的支流漢灘江流經。

## 历史
高句丽时代分为夫如郡和母城郡两郡，统一新罗时代夫如郡改称富平郡，母城郡改称益城郡。王氏高丽时代，富平郡改称金化郡，母城郡改称益城郡，后一度降格为县。李氏朝鲜时代并入江原道。1908年金化郡与金城郡合并。日本投降后由苏联托管。韩战中一部分（包括旧金化郡的三分之二和旧金城郡的一小部分）被韩国占领，后被并入铁原郡。为此金化郡在1952年一度被废置，和杨口郡残部及淮阳郡一部分改编为昌道郡，韩战结束后的1954年才析置昌道郡恢复金化郡。目前的金化郡相当于旧金城郡的大部分（旧金化郡属于朝鲜的部分已经全部并入平康郡）。